# Реляційна база даних
Реляційна база даних — база даних, заснована на реляційній моделі даних. Слово «реляційний» походить від англ. relation (відношення). Для роботи з реляційними БД застосовують реляційні СКБД. Інакше кажучи, реляційна база даних — це база даних, яка сприймається користувачем як набір нормалізованих відношень різного ступеня.
Реляційна база даних є сукупністю елементів даних, організованих у вигляді набору формально описаних таблиць, з яких дані можуть бути доступними або повторно зібрані багатьма різними способами без необхідності реорганізації таблиць бази даних.
Використання реляційних БД було запропоноване Едгаром Коддом в 1970 році.

## Нормалізація
Метою нормалізації є усунення недоліків структури БД, які призводять до шкідливої надмірності в даних, яка в свою чергу потенційно призводить до різних аномалій і порушень цілісності даних.
Теоретики реляційних баз даних у процесі розвитку теорії виявили та описали типові приклади надмірності і способи їхнього усунення.

## Нормальні форми
Нормальна форма — формальна властивість відношення, яка характеризує ступінь надмірності збережуваних даних і можливі проблеми. Кожна наступна нормальна форма в нижченаведеному списку (крім ДКНФ) в деякому сенсі є досконалішою, ніж попередня, з точки зору усунення надмірності.
- Перша нормальна форма (1НФ, 1NF)
- Друга нормальна форма (2НФ, 2NF)
- Третя нормальна форма (3НФ, 3NF)
- Нормальна форма Бойса — Кодда (НФБК, BCNF)
- Четверта нормальна форма (4НФ, 4NF)
- П'ята нормальна форма (5НФ, 5NF)
- Доменно-ключова нормальна форма (ДКНФ, DKNF).